# GENIC
GENIC（ジェニック）は、日本の7人組男女混合ダンス&ボーカルグループ。
2019年結成。2020年5月27日にアルバム『GENEX』でメジャーデビュー。所属事務所はエイベックス・クラン。所属レコード会社はavex trax。

## 概要
2019年、avexのDNAを継承する新ダンス&ボーカルグループ育成プロジェクトa-genic PROJECTを経て正式メンバーが選ばれ、GENICとなった。
公式ファンクラブは「GENICnation」。ファンネームは「GENImin」である。

## 略歴

### a-genic PROJECT編
2019年：avexのDNAを継承する新ダンス&ボーカルグループ育成プロジェクトが発表された。同年春のオーディションを勝ち抜いた男女12人が、夏に決まる正式メンバーの座をかけて活動する期間限定サバイバル・ユニット、a-genic（エイ・ジェニック）が結成。プロジェクトはa-genic PROJECT（エイジェニック・プロジェクト）と称された。全員仲間、全員ライバルという立ち位置でプロジェクトが始まった。活動の様子は毎週金曜日18時にオフィシャルYouTubeチャンネルにて公開された。
結成発表の次の日にはレコーディングが始まった。「READY GO」「夏恋」という2曲のオリジナル楽曲が与えられる。結成当時のメンバーは、現GENICの7人のほか、佐々木杏莉（現ONE LOVE ONE HEARTメンバー）、吉田彩乃、増田小春、久保舜斗(現BE:FIRSTメンバー)、大山天がいた。
その2週間後には3日間の合宿が行われることに。白浜フローラルホールとその周辺で行われた。合宿ではダンスレッスン、ボイストレーニングなどの様々なトレーニングを行い、オリジナル楽曲を人前で披露できるまでになった。
6月9日：事務所の先輩であるDa-iCEのベストツアー、Da-iCE BEST TOUR 2019 新潟公演の開場時間にホワイエでa-genicライブデビューを果たした。メンバーは全員ではなく選抜で行った。楽曲はプロジェクト発表の際に与えられたオリジナル楽曲の「Ready Go」「夏恋」を使用。ライブ前にはお客さんを集めるために1人60枚のビラを配り、集客した。
その後も様々な場所でライブ活動は続いた。また、同事務所（avex）が主催する国内最大の屋外フェスのa-nation2019の各公演オープニングアクトとしての出演が決定。各ライブごとに選抜メンバーが選ばれた。
8月17日：a-nationのメイン公演でもある大阪公演が長居陸上競技場（ヤンマースタジアム長居）で行われた。大阪公演ではメインステージとは別のコミュニティ・ステージで選抜メンバーのライブを行った後、メインステージに出演した。メインステージでは初めて全員（ATSUKIは別の仕事で休みのため11人）でのパフォーマンスとなった。これがa-genicとしての活動の集大成。全員仲間、全員ライバルという関係性ではあったが、最後まで活動し終えた。
その数日後、メンバー12人全員が集められ、正式メンバーが発表されることに。まず男女混合7人組という事が発表され、正式メンバーは1人ずつ名前が呼ばれた。そして2019年秋に新ダンス＆ボーカルユニットが始動することも発表された。

### GENIC編

#### 2019年
11月1日：正式メンバー7人でインスタライブを行った。同日、a-genic改め、GENICというグループ名で活動していくことも発表された。オフィシャルYouTubeチャンネルでは引き続きGENICの活動が配信される。また、GENICとしてのオフィシャルTwitter・Instagramも開設された。
さらに、1st Digital EP「SUNGENIC ep」リリースが決定した。初の音源リリースとなる。11月15日より毎週金曜日に楽曲追加がされていった。収録内容はa-genicの際のオリジナル曲の「Ready Go」「夏恋」に加え、「SUN COMES UP」「HISTORIES」の4曲。新曲の2曲は事務所の先輩であるDa-iCEのパフォーマー兼リーダーの工藤大輝が作曲したものが提供された。
また、「GENIC Premium Showcase 2019」の開催も決定。初のグッズも作成された。
12月16日 TSUTAYA O-WESTにてGENICのお披露目ライブを開催。11月15日配信「SUN COMES UP」のLINE MUSIC上で再生回数上位の350名がライブに無料で招待された。全国各地のショッピングモール等にてライブをする「GENIC Live Circuit 2020」の開催も決定。

#### 2020年
1月9日：「Da-iCE BEST TOUR 2020 -SPECIAL EDITION-」にオープニングアクトとして出演決定。
1月12日：SWISH New Year SPに出演。
2月 - 4月：開催予定だった一部公演が新型コロナウイルスによる影響で中止、自粛、出演辞退となった。
【自粛】「Da-iCE BEST TOUR 2020 -SPECIAL EDITION- 」オープニングアクト
【中止】「GENIC Live Circuit 2020」（大阪、岡山、福島、神奈川公演）、「SWISH TOUR 2020～Spring Edition～」
【出演辞退】「VUENOS SWISH」
3月4日：GENIC初のライブツアー、『GENIC LIVE TOUR 2020(仮)』が開催決定
3月27日：新曲「BURNIN' BURNIN'」がドラマ＆舞台連動プロジェクト「KING OF DANCE」主題歌に決定。
3月29日：「GENIC Live Circuit 2020 -Final- on YouTube」を放送。本来であればラゾーナ川崎にてファイナルを迎えるはずだったが、中止となったためライブ配信という形に変えて"ファイナル"とした。
放送中には重大発表として、以前から告知されていたGENICのデビューアルバムの名称が『GENEX』に決定したことが発表された。アルバムの詳細内容も発表となり、5月27日にリリースとなる。
そしてGENIC初のライブツアーの名称が『GENIC LIVE TOUR 2020 -GENEX-』に決定したこと、チケット売り切れ続出による追加公演の決定も発表された。
5月8日：GENIC初のライブツアー『GENIC LIVE TOUR 2020 -GENEX-』が新型コロナウイルスによる影響で全公演中止となった。
5月22日：日本テレビ系「バズリズム02」にてGENIC初の地上波出演となった。
5月23日：『GENEX』収録曲「UPDATE」が「2021 ミスティーンジャパン」テーマソングに決定。
5月27日：デビューアルバム『GENEX』がリリースされ、メジャーデビューを果たす。
7月12日：「GENIC Debut Album『GENEX』リリース記念LIVE」がオンラインで開催された。
8月29日：「a-nation online 2020」に出演。
10月19日：「TIGORA by SPORTS DEPO ららぽーと立川立飛店」オープンを記念映像に「FLY」が起用。
11月1日：「GENIC 結成1周年記念LIVE -Celebration-」がオンラインで開催され、早期購入者対象で、会場に行けるリアルライブ観覧に参加権が与えられた。
11月2日：結成1周年記念ソング、配信シングル「Celebration」がリリース。
12月18日：香蘭女子短期大学とのコラボレーション楽曲&MVプロジェクトがスタート。

#### 2021年
1月15日：公式ファンクラブ「GENICnation」が開設。
2月3日：3か月連続配信シングル第1弾で香蘭女子短期大学とのコラボレーション楽曲の「FUTURES」がリリース。
3月3日：3か月連続配信シングル第2弾「来たる春」、GENIC初の映像作品『結成1周年記念LIVE -Celebration-』がリリース。
『結成1周年記念LIVE -Celebration-』は好評につき初回生産限定盤の追加販売が決定した。
3月4日：LINE公式アカウントを開設。
3月5日：3か月連続配信シングル第3弾の「春うらら」がTVアニメ「フルーツバスケット」The Finalのエンディングテーマに決定した。
4月5日：3か月連続配信シングル第3弾の「春うらら」がリリース。
4月22日：昨年惜しまれつつも中止となったGENIC初のライブツアー、『GENIC LIVE TOUR 2021 -GENEX-』の開催が決定した。
4月25日：GENICnation初のファンクラブイベント『GENImeeting 2021 ～Who is the Champion!?～』が開催された。
6月18日：6月30日配信リリースの「Shaky Shaky」が、チバテレ「高校野球ダイジェスト」エンディングテーマソングに決定した。
6月30日：配信シングル「Shaky Shaky」がリリース。また、読売テレビ・日本テレビ系「情報ライブ ミヤネ屋」エンディングテーマに決定した。
7月26日：6月30日リリース「Shaky Shaky」西澤呈によるリミックス作品、配信シングル『Shaky Shaky(JOE Shakinʼ Remix)』がリリース。
8月18日：配信シングル「まわりみち」がリリース。 また、配信を記念し各配信ストアでのキャンペーンを実施。
8月29日：配信シングル「まわりみち」がフジテレビ系「めざまし8」の2021年9月度エンディングソングに決定。
10月31日：ファンクラブイベント『GENImeeting 2021 ～HaⅡoween Party～』が開催された。
11月1日：ライブハウスツアー『GENIC LIVE HOUSE TOUR 2022 -We Gotta Move-』の開催が決定した。

#### 2022年
1月26日：GENIC初のライブハウスツアーを収録した映像作品『GENIC LIVE TOUR 2021 -GENEX-』をリリース。
2月2日：配信シングル「We Gotta Move」をリリース。
3月18日：配信シングル「We Gotta Move」がアルペン プライベートブランド「TIGORA 2022 春夏 CMソング」に決定した。
6月10日：2ndアルバムに収録される「Ever Yours」のリード曲「ジリジリSUMMER」がアルペングループ50周年のキャンペーンタイアップソングに決定した。
6月14日：「Ever Yours」の収録曲「夏の聲」が「アキュビュー®」新WEB CMソングに決定した。
6月15日：「Ever Yours」のリード曲「ジリジリSUMMER」が先行配信。
6月22日：事務所の先輩であるDa-iCEの冠番組「Da-iCE music Lab」第17回ゲストに出演。
7月6日：2ndアルバム「Ever Yours」がリリース。
また、アルバムのリリースを記念してスペースシャワーTV PlusにてGENICのミュージックビデオ特集が放映された。
7月14日：さらに、MUSIC ON! TVでもGENICのミュージックビデオ特集が放映された。
7月20日：雨宮翔の新型コロナウイルス感染を公表。これに伴い、7月21日に開催のlolとのツーマンライブ「火树银花」の出演を辞退し、7月24日開催の「tbc夏まつり2022」では雨宮を除く6人でパフォーマンスを行った。
7月28日：増子敦貴、西澤呈、金谷鞠杏、小池竜暉、宇井優良梨の新型コロナウイルス感染を公表。これに伴い、7月31日に開催予定だった『GENIC LIVE TOUR 2022 -Ever Yours-』の大阪公演、北海道公演が延期となった。
9月2日：配信シングル「TALK」がTIGORA テックスウェット「スポーツデポ・アルペン」CM タイアップソングに決定した。
9月7日：配信シングル「TALK」をリリース。Da-iCEの工藤大輝と小池竜暉・西澤呈によるコライト作品。
9月8日：ahamoとのタイアップが決定し、GENIC HOUSEの特別企画として生配信を行った。
9月9日：SPINNSとGENICのコラボレーションアイテムの発売が決定し、メンバーによる店内限定アナウンスと新曲「TALK」O.A.された。

#### 2023年
2月15日 : 新曲「Flavor」をリリース。
2月23日～4月8日 : 「GENIC LIVE HOUSE TOUR 2023 -Flavors-」を全国16都市32公演で開催。
4月29日 : 「GENIC LIVE 2023 -Flavors- Special Edition」をLINE CUBE SHIBUYAで開催。「GENIC LIVE HOUSE TOUR 2023 -Flavors-」の追加公演であり、GENIC史上最大規模の会場でのパフォーマンスとなった。
9月27日 : LINE CUBE SHIBUYAでの「GENIC LIVE 2023 -Flavors- Special Edition」のライブ映像を収録したLIVE DVD & Blu-rayをリリース。

#### 2024年
1月13日～3月2日: 3rdアルバム「N_G」の発売を記念し、「GENIC Live Circuit 2024」を全国各地のショッピングモール等で開催（ミニライブ＆特典会）。
3月6日 : 3rdアルバム「N_G」をリリース。
3月9日～4月7日 : 「GENIC LIVE TOUR 2024 N_G」をZepp規模の会場で全国5都市5公演で開催。
8月28日: LIVE DVD & Blu-ray「GENIC LIVE TOUR 2024 N_G」をリリース。
9月1日～11月7日 : グループ史上最大規模の会場での全国7都市7公演「GENIC LIVE TOUR 2024 -if-」を開催。当初9月1日開催予定だった大阪・フェニーチェ堺 大ホール公演は、台風の影響で延期となり、11月7日に振替となった。11月1日のTOKYO DOME CITY HALL公演にて、念願の日本武道館ライブ開催が発表された。

#### 2025年
2月5日 : 4thアルバム「if」をリリース。
6月25日 : LIVE DVD & Blu-ray「GENIC LIVE TOUR 2024 -if-」をリリース。
8月7日 : 初の地上波テレビ冠番組「GENIC hour」がスタート。
11月5日 : 念願の日本武道館公演を開催予定。

## メンバー
公式サイトにおけるプロフィール、過去の実績をもとに記述。
| 名前                        | 出身地   | 誕生日                 | 血液型 | メンバーカラー | メンバーカラー | 備考 |
| --------------------------- | -------- | ---------------------- | ------ | -------------- | -------------- | --- |
| 増子 敦貴 (ATSUKI MASHIKO)  | 福島県   | 2000年1月5日（25歳）   | B型    | 赤             |                | - エイベックス主催 Boys Award Audition 2016 ファイナリスト。 - α‐X'sのメンバーとして活動した。 |
| 西澤 呈 (JOE NISHIZAWA)     | 神奈川県 | 2003年2月28日（22歳）  | B型    | 緑             |                | - α‐X'sのメンバーとして活動した。 |
| 雨宮 翔 (KAKERU AMEMIYA)    | 神奈川県 | 2001年8月9日（24歳）   | O型    | 青             |                | - chibikkoAAAで西島隆弘役をしていた。 - BE×DUNKのメンバーとして活動した。 - 『ニコラ』のメンズモデルとして活動していた。 |
| 西本 茉生 (MAIKI NISHIMOTO) | 岡山県   | 1998年10月19日（26歳） | 不明   | 黄             |                | - GENICのリーダー。 - α-X'sのメンバーとして活動した。 |
| 金谷 鞠杏 (MARIA KANEYA)    | 秋田県   | 2001年12月31日（23歳） | O型    | ピンク         |                | - まちあわせハチ公ガールズのメンバーとして活動していた。 - Questyのメンバーとして活動した。 - NHK Eテレ『Rの法則』R's9期生として活動していた。 - AbemaTV 人気恋愛リアリティーショー『恋する♥週末ホームステイ-Season7』(恋ステ) 出演 - 2020年ミス・ワールド日本代表 |
| 小池 竜暉 (RYUKI KOIKE)     | 群馬県   | 2000年8月11日（25歳）  | O型    | オレンジ       |                | - BE×DUNKのメンバーとして活動した。 |
| 宇井 優良梨 (YURARI UI)     | 愛知県   | 2004年12月26日（20歳） | AB型   | 紫             |                | - 元pinklatte webモデル - avex artist academy名古屋校公式育成ユニットflapbeatsのメンバーとして活動した。 |

## ニックネーム
| メンバー   | 愛称                                                          |
| ---------- | ------------------------------------------------------------- |
| 増子敦貴   | 敦貴 敦貴くん あっちゃん あっくん ましまし まっしー あちゅ    |
| 西澤呈     | 呈 呈くん お呈                                                |
| 雨宮翔     | 翔 かーくん 翔くん あめかけ かけたん                          |
| 西本茉生   | 茉生 茉生くん まいまい まいたん リーダー                      |
| 金谷鞠杏   | 鞠杏 鞠杏ちゃん まりあんぬ あんぬ かねまり ぬちゃん           |
| 小池竜暉   | 竜暉 竜暉くん ママ ナン王子 竜子 ◯◯王子 けりちゃん            |
| 宇井優良梨 | 優良梨 優良梨ちゃん ゆらりん ゆらちゃん ういちゃん ゆらりんご |

## ディスコグラフィー

### 配信シングル
| #  | 発売年 | 発売日   | タイトル                        | 販売形態 | 収録アルバム |
| -- | ------ | -------- | ------------------------------- | -------- | ------------ |
| 1  | 2020年 | 11月2日  | Celebration                     | DIGITAL  | ー           |
| 2  | 2021年 | 2月3日   | FUTURES                         | DIGITAL  | Ever Yours   |
| 3  | 2021年 | 3月3日   | 来たる春                        | DIGITAL  | Ever Yours   |
| 4  | 2021年 | 4月5日   | 春うらら                        | DIGITAL  | Ever Yours   |
| 5  | 2021年 | 6月30日  | Shaky Shaky                     | DIGITAL  | Ever Yours   |
|    | 2021年 | 7月26日  | Shaky Shaky (JOE Shakinʼ Remix) | DIGITAL  | ー           |
| 6  | 2021年 | 8月18日  | まわりみち                      | DIGITAL  | Ever Yours   |
| 7  | 2022年 | 2月2日   | We Gotta Move                   | DIGITAL  | Ever Yours   |
| 8  | 2022年 | 9月7日   | TALK                            | DIGITAL  | N_G          |
| 9  | 2023年 | 2月15日  | Flavor                          | DIGITAL  | N_G          |
| 10 | 2023年 | 12月22日 | サヨナラの理由                  | DIGITAL  | N_G          |
| 11 | 2024年 | 1月18日  | I'll Be There                   | DIGITAL  | N_G          |
| 12 | 2024年 | 7月31日  | LifE!!                          | DIGITAL  | if           |
| 13 | 2024年 | 8月21日  | Sorry not sorry                 | DIGITAL  | if           |
| 14 | 2024年 | 10月30日 | FUN! FUN! FUN!                  | DIGITAL  | if           |
| 15 | 2025年 | 1月15日  | IT'S SHOWTIME                   | DIGITAL  | if           |
| 16 | 2025年 | 3月5日   | ぎゅっと                        | DIGITAL  | ー           |
| 17 | 2025年 | 4月16日  | Hurray!!                        | DIGITAL  | ー           |
| 17 | 2025年 | 6月18日  | あきらめられないのさ            | DIGITAL  | ー           |

### オリジナルアルバム
| # | 発売日        | タイトル   | 販売形態                           | 規格品番      | オリコン                 | Billboard Japan Hot 100 |
| - | ------------- | ---------- | ---------------------------------- | ------------- | ------------------------ | ----------------------- |
| 1 | 2020年5月27日 | GENEX      | CD+DVD+PHOTOBOOK                   | AVCD-96513/B  | 16位                     | 17位                    |
| 1 | 2020年5月27日 | GENEX      | CD+Blu-ray+PHOTOBOOK               | AVCD-96514/B  | 16位                     | 17位                    |
| 1 | 2020年5月27日 | GENEX      | CD+DVD                             | AVCD-96515/B  | 16位                     | 17位                    |
| 1 | 2020年5月27日 | GENEX      | CD+Blu-ray                         | AVCD-96516/B  | 16位                     | 17位                    |
| 1 | 2020年5月27日 | GENEX      | CD                                 | AVCD-96517    | 16位                     | 17位                    |
| 2 | 2022年7月6日  | Ever Yours | CD＋DVD＋GOODS                     | AVCD-63320/B  | 17位                     | ー                      |
| 2 | 2022年7月6日  | Ever Yours | CD＋Blu-ray                        | AVCD-63321/B  | 17位                     | ー                      |
| 2 | 2022年7月6日  | Ever Yours | CD＋DVD                            | AVCD-63322/B  | 17位                     | ー                      |
| 2 | 2022年7月6日  | Ever Yours | CD＋Blu-ray                        | AVCD-63323/B  | 17位                     | ー                      |
| 2 | 2022年7月6日  | Ever Yours | CD                                 | AVCD-63324    | 17位                     | ー                      |
| 3 | 2024年3月6日  | N_G        | <初回生産限定盤A> CD＋Blu-ray      | AVCD-63563/B  | 2位 デイリー1位（3/5付） | 2位                     |
| 3 | 2024年3月6日  | N_G        | <初回生産限定盤B> CD＋Blu-ray      | AVCD-63564/B  | 2位 デイリー1位（3/5付） | 2位                     |
| 3 | 2024年3月6日  | N_G        | CD                                 | AVCD-63565    | 2位 デイリー1位（3/5付） | 2位                     |
| 4 | 2025年2月5日  | if         | <初回生産限定盤A> CD＋Blu-ray      | AVCD-63675/B  | 3位                      | 3位                     |
| 4 | 2025年2月5日  | if         | <初回生産限定盤B> CD＋Blu-ray      | AVCD-63676 /B | 3位                      | 3位                     |
| 4 | 2025年2月5日  | if         | <通常盤>                           | AVCD-63677    | 3位                      | 3位                     |
| 4 | 2025年2月5日  | if         | <オンライン個別トーク会付き通常盤> | AVC1-63678    | 3位                      | 3位                     |

### EP
| # | 発売日         | タイトル     | 販売形態 | 収録アルバム |
| - | -------------- | ------------ | -------- | ------------ |
| 1 | 2019年11月15日 | SUNGENIC ep  | DIGITAL  | GENEX        |
| 2 | 2020年2月7日   | MOONGENIC ep | DIGITAL  | GENEX        |

### その他
| # | 発売日         | タイトル                           | 販売形態 | 備考                                    |
| - | -------------- | ---------------------------------- | -------- | --------------------------------------- |
|   | 2020年9月23日  | This is JOE!!!/by JOE (from GENIC) | DIGITAL  | JOE名義（西澤呈のソロ名義）作品         |
|   | 2022年6月8日   | 誰も知らない君を見せて             | DIGITAL  | JOE名義（西澤呈のソロ名義）作品         |
|   | 2022年12月14日 | 終わりがあるなら始めたくないよ     | DIGITAL  | JOE名義（西澤呈のソロ名義）作品         |
| 1 | 2024年6月7日   | You And I                          | DIGITAL  | JO3名義（西澤呈のソロプロジェクト）作品 |
| 2 | 2024年8月14日  | Shooting Star                      | DIGITAL  | JO3名義（西澤呈のソロプロジェクト）作品 |
| 3 | 2024年10月23日 | Risk It All                        | DIGITAL  | JO3名義（西澤呈のソロプロジェクト）作品 |
| 4 | 2025年3月21日  | LOST                               | DIGITAL  | JO3名義（西澤呈のソロプロジェクト）作品 |

### 映像作品
|     | 発売日        | タイトル                                  | 規格                                 | 規格品番     | 順位 |
| --- | ------------- | ----------------------------------------- | ------------------------------------ | ------------ | ---- |
| 1st | 2021年3月3日  | 結成1周年記念LIVE -Celebration-           | DVD 初回生産限定盤 グッズ付き        | AVBD-27968   | 19位 |
| 1st | 2021年3月3日  | 結成1周年記念LIVE -Celebration-           | Blu-ray 初回生産限定盤 グッズ付き    | AVXD-27969   | 19位 |
| 1st | 2021年3月3日  | 結成1周年記念LIVE -Celebration-           | DVD                                  | AVBD-27970   | 19位 |
| 1st | 2021年3月3日  | 結成1周年記念LIVE -Celebration-           | Blu-ray                              | AVXD-27971   | 19位 |
| 2nd | 2022年1月26日 | GENIC LIVE TOUR 2021 -GENEX-              | DVD 初回生産限定                     | AVBD-27475   | 19位 |
| 2nd | 2022年1月26日 | GENIC LIVE TOUR 2021 -GENEX-              | Blu-ray 初回生産限定                 | AVXD-27477   | 19位 |
| 2nd | 2022年1月26日 | GENIC LIVE TOUR 2021 -GENEX-              | DVD                                  | AVBD-27479   | 19位 |
| 2nd | 2022年1月26日 | GENIC LIVE TOUR 2021 -GENEX-              | Blu-ray                              | AVXD-27480   | 19位 |
| 3rd | 2023年2月1日  | GENIC LIVE TOUR 2022 -Ever Yours-         | DVD                                  | AVBD-27621   | 14位 |
| 3rd | 2023年2月1日  | GENIC LIVE TOUR 2022 -Ever Yours-         | DVD                                  | AVBD-27622   | 14位 |
| 3rd | 2023年2月1日  | GENIC LIVE TOUR 2022 -Ever Yours-         | Blu-ray                              | AVXD-27623   | 14位 |
| 4th | 2023年9月27日 | GENIC LIVE 2023 -Flavors- Special Edition | DVD                                  | AVBD-27689   | 19位 |
| 4th | 2023年9月27日 | GENIC LIVE 2023 -Flavors- Special Edition | DVD                                  | AVBD-27690   | 19位 |
| 4th | 2023年9月27日 | GENIC LIVE 2023 -Flavors- Special Edition | Blu-ray                              | AVXD-27691   | 19位 |
| 4th | 2023年9月27日 | GENIC LIVE 2023 -Flavors- Special Edition | Blu-ray                              | AVXD-27692   | 19位 |
| 5th | 2024年8月28日 | GENIC LIVE TOUR 2024 -N_G-                | DVD 通常版盤                         | AVBD-27774/5 | 2位  |
| 5th | 2024年8月28日 | GENIC LIVE TOUR 2024 -N_G-                | Blu-ray 通常盤                       | AVXD-27776   | 2位  |
| 5th | 2024年8月28日 | GENIC LIVE TOUR 2024 -N_G-                | Blu-ray FC限定盤                     | AVX1-27777/8 | 2位  |
| 5th | 2024年8月28日 | GENIC LIVE TOUR 2024 -N_G-                | Blu-ray オンライントーク会付き限定盤 | AVX1-27779   | 2位  |
| 6th | 2025年6月25日 | GENIC LIVE TOUR 2024 -if-                 | DVD 通常版盤                         | AVBD-27885   | 12位 |
| 6th | 2025年6月25日 | GENIC LIVE TOUR 2024 -if-                 | Blu-ray 通常盤                       | AVXD-27887   | 12位 |
| 6th | 2025年6月25日 | GENIC LIVE TOUR 2024 -if-                 | Blu-ray 初回生産限定盤               | AVXD-27884   | 12位 |
| 6th | 2025年6月25日 | GENIC LIVE TOUR 2024 -if-                 | Blu-ray mu-mo&FC限定盤               | AVX1-27888   | 12位 |

## ライブ/ツアー
| 年     | 日程                              | 種別               | タイトル                                               | 会場 | 備考 |
| ------ | --------------------------------- | ------------------ | ------------------------------------------------------ | --- | --- |
| 2019年 | 12月16日                          | 単独公演           | GENIC Premium Showcase 2019                            | 1会場1公演 - 12/16 TSUTAYA O-WEST（東京都） | GENIC初のお披露目ライブ。 LINEMUSIC再生回数上位350名を対象に無料招待。                                                                                         |
| 2020年 | 1月13日 - 3月29日                 | サーキットライブ   | GENIC Live Circuit 2020                                | 9会場9公演 - 01/13 ららぽーと横浜(神奈川県) - 02/01 イオンモール高岡（富山県） - 02/16 アスナル金山（愛知県） - 02/22 広島駅南口（広島県） - 02/23 HMV & BOOKS HAKATA(福岡県) - 03/07 あべのキューズモール(大阪府) - 03/08 アリオ倉敷（岡山県） - 03/20 イオンタウン郡山（福島県） - 03/29 ラゾーナ川崎プラザ（神奈川県） - 03/29 「GENIC Live Circuit 2020 -Final on YouTube 」（東京都） | 全国各地のショッピングモールを回るライブサーキット。 3月7日からの公演は新型コロナウイルスの影響で中止。 3月29日のファイナル公演はYouTubeでライブ配信を行った。 |
| 2020年 | 7月12日                           | 単独公演           | GENIC Debut Album『GENEX』 リリース記念LIVE            | 1会場1公演 - 07/12 (東京都) | デビューアルバム『GENEX』リリースを記念したオンラインライブ。                                                                                                  |
| 2020年 | 11月1日                           | 単独公演           | GENIC 結成1周年記念LIVE -Celebration-                  | 1会場1公演 - 11/01（東京都） | 結成1周年を記念したライブ。 また、早期購入者対象で、実際に会場に来場できるリアルライブ観覧に参加権が与えられた。                                               |
| 2021年 | 4月25日                           | ファンミーティング | GENImeeting 2021 ～Who is the Champion!?～             | 1会場1公演 - 04/25（東京都） | GENICnation初のファンクラブイベント。 |
| 2021年 | 7月3日 - 7月24日                  | ホールツアー       | GENIC LIVE TOUR 2021 -GENEX-                           | 4会場8公演 - 07/03 名古屋市芸術創造センター(愛知県) - 07/04 松下IMPホール(大阪府) - 07/11 スカラエスパシオ(福岡県) - 07/24 ヒューリックホール東京(東京都) - (それぞれ1会場2公演ずつ開催) | GENIC初のライブツアー。 新型コロナウイルスの影響で中止となった1stツアーを約1年越しに開催。                                                                     |
| 2021年 | 10月31日                          | ファンミーティング | GENImeeting 2021 ～Halloween Party～                   | 1会場1公演 - 10/31 山野ホール（東京都） | ハロウィンパーティー&結成2周年を記念したライブ。 |
| 2022年 | 2月16日 - 3月16日                 | ライブハウスツアー | GENIC LIVE HOUSE TOUR 2022 -We Gotta Move-             | 9会場18公演 - 02/16 HIROSHIMA CLUB QUATTRO （広島県） - 02/17 DRUM Be-1 (福岡県) - 02/21 umeda TRAD（大阪府） - 02/22 ボトムライン（愛知県） - 03/01 Rensa (宮城県) - 03/03 PENNY LANE24(北海道) - 03/09 TSUTAYA O-WEST(東京都) - 03/14 横浜ランドマークホール（神奈川県） - 03/16 金沢EIGHT HALL （石川県） - (それぞれ1会場2公演ずつ開催） | 公演期間中スタンプラリー等キャンペーンを開催。 |
| 2022年 | 5月5日                            | ファンミーティング | GENImeeting 2022 ～Who is the Champion!? vol.2～       | 1会場1公演 - KANDA SQUARE（東京都) | |
| 2022年 | 6月12日 - 7月10日                 | サーキットライブ   | GENIC Live Circuit 2022                                | ７会場12公演 - 06/12 広島駅南口地下広場（広島県） - 06/25 アスナル金山 明日なる！広場（愛知県） - 06/26 あべのキューズモール 3Fスカイコート（大阪府） - 07/02 仙台駅前EBeanS 10F 屋上イベントスペース（宮城県） - 07/06 ダイバーシティ東京 プラザ（東京都） - 07/08 ららぽーと豊洲（東京都） - 07/10 イオンレイクタウンmori（埼玉県） - （07/06と07/08以外の公演は1会場2公演ずつ開催） | |
| 2022年 | 7月16日 - 9月16日9月11日          | コンサートツアー   | GENIC LIVE TOUR 2022 -Ever Yours-                      | 7会場14公演 - 07/16 ウインクあいち 大ホール （愛知県） - 07/31 なんばHatch（大阪府） - 08/06 PENNY LANE24（北海道） - 08/20 BLUE LIVE HIROSHIMA（広島県） - 08/21 電気ビルみらいホール（福岡県） - 08/27 SENDAI PIT（宮城県） - 09/11 Zepp Divercity（東京都） - 09/13 PENNY LANE24（北海道） - 09/16 なんばHatch（大阪府） - (それぞれ1会場2公演ずつ開催） | メンバーのコロナ感染により大阪及び北海道公演は延期。 |
| 2022年 | 10月29日                          | ファンミーティング | GENImeeting 2022 ～celeBOOration Halloween👻🎃✨～     | 1会場2公演 - 10/29 山野ホール（東京都） | |
| 2023年 | 2月23日 - 4月8日                  | ライブハウスツアー | GENIC LIVE HOUSE TOUR 2023 -Flavors-                   | 16都市32公演 - 02/23 奈良Evans Castle Hall（奈良県） - 02/25 CRAZYMAMA KINGDOM（岡山県） - 02/26 HIROSHIMA CLUB QUATTRO（広島県) - 02/28 新潟LOTS（新潟県） - 03/04 NAGANO CLUB JUNK BOX（長野県) - 03/08 Spotify O-EAST（東京都） - 03/11 甲府CONVICTION（山梨県） - 03/12 SOUND SHOWER ark（静岡県） - 03/18 熊本B.9 V1（熊本県） - 03/19 DRUM LOGOS（福岡県） - 03/24 仙台Rensa（宮城県） - 03/26 PENNY LANE 24（北海道） - 03/31 NAGOYA ReNY limited（愛知県） - 04/01 BIGCAT（大阪府） - 04/02 KYOTO MUSE（京都府） - 04/08 桜坂セントラル（沖縄県） - (それぞれ1会場2公演ずつ開催） | 沖縄公演のライブ終演後~9日にファンクラブイベント「めんそーれ！GENICnation Journey in OKINAWA～なんくるないさ～」を開催。                                       |
| 2023年 | 4月29日                           | 追加公演           | GENIC LIVE 2023 -Flavors-Special Edition               | 1会場1公演 - 04/29 LINE CUBE SHIBUYA （東京都） | |
| 2023年 | 7月17日                           | ファンミーティング | GENImeeting 2023 ～Who is the Champion!? vol.3～       | 1会場2公演 - 07/17 山野ホール（東京都） | |
| 2023年 | 10月15日 - 11月23日               | ファンクラブツアー | GENImeeting 2023 FUN FOR FAN～one stone two birds〜    | 3会場6公演 - 10/15 ボトムライン（愛知県） - 11/03 ESAKA MUSE（大阪府） - 11/23 harevutai（東京都） - (それぞれ1会場2公演ずつ開催） | |
| 2024年 | 1月13日 - 3月2日                  | サーキットライブ   | GENIC Live Circuit 2024                                | 6会場12公演 - 01/13 エルガーラ・パサージュ広場 （福岡県） - 01/27 もりのみやキューズモールBASE（大阪府） - 01/28 ららぽーと横浜（神奈川県） - 02/10 アスナル金山 明日なる！広場（愛知県） - 02/12 イオンレイクタウン mori（埼玉県） - 03/02 isMe！おへそひろば（宮城県） - (それぞれ1会場2公演ずつ開催） | |
| 2024年 | 3月9日 - 4月7日                   | ライブハウスツアー | GENIC LIVE TOUR 2024 -N_G-                             | 5会場5公演 - 03/09 KT Zepp Yokohama （神奈川県） - 03/23 Zepp Fukuoka（福岡県） - 03/29 Zepp Nagoya（愛知県） - 03/31 Zepp Osaka Bayside（大阪府） - 04/07 豊洲PIT（東京都） | |
| 2024年 | 6月9日                            | ファンミーティング | GENImeeting 2024 ～Who is the Champion!? vol.4～       | 1会場2公演 - 06/09 NEW PIER HALL（東京都） | |
| 2024年 | 9月8日 - 11月7日 9月1日 - 11月3日 | ホールツアー       | GENIC LIVE TOUR 2024 -if-                              | 7会場7公演 - 09/01 フェニーチェ堺 大ホール （大阪府） - 09/08 Niterra日本特殊陶業市民会館 フォレストホール（愛知県） - 09/14 Zepp Sapporo（北海道） - 09/23 仙台国際センター（宮城県） - 10/14 神奈川県民ホール（神奈川県） - 11/01 TOKYO DOME CITY HALL（東京都） - 11/03 福岡市民会館（福岡県） - 11/07 フェニーチェ堺 大ホール （大阪府） | 台風の影響により大阪公演は延期。 |
| 2024年 | 12月7日 - 2025年1月18日           | サーキットライブ   | GENIC Live Circuit -if-                                | 5会場10公演 - 2024年 - 12/07 有明ガーデン 3F みんなのテラス（東京都） - 12/15 くずはモール 南館1階SANZEN-HIROBA（大阪府） - 12/21 ダイバーシティ東京 プラザ 2F フェスティバル広場（東京都） - 2025年 - 01/05 アリオ橋本 1F屋外イベント広場（神奈川県） - 01/12 イオンモール常滑 ワンダーフォレストきゅりお内 ワンダーステージ（愛知県） - 01/18 泉中央駅前広場 isMe! おへそひろば（宮城県） - (それぞれ1会場2公演ずつ開催） | メンバーの体調不良により大阪での開催は中止。 |
| 2024年 | 12月25日                          | クリスマスイベント | GENIChristmas 2024 ～Ho! Ho! Ho! Merry Christmas～     | 1会場2公演 - 12/25 豊洲PIT（東京都） | |
| 2025年 | 2月8日 - 3月22日                  | ファンクラブツアー | GENImeeting TOUR 2025 FUN FOR FAN ～いふもありがとう～ | 9会場26公演 - 02/08 GORILLA HALL OSAKA（大阪府） - 02/09 GORILLA HALL OSAKA（大阪府） - 02/15 HIROSHIMA CLUB QUATTRO（広島県） - 02/16 高松festhalle（香川県） - 02/22 神田スクエアホール（東京都） - 02/23 神田スクエアホール（東京都） - 03/01 NAGOYA ReNY limited（愛知県） - 03/02 NAGOYA ReNY limited（愛知県） - 03/09 PENNY LANE24（北海道） - 03/15 DRUM LOGOS（福岡県） - 03/16 DRUM LOGOS（福岡県） - 03/20 新潟LOTS（新潟県） - 03/22 仙台Rensa（宮城県） - (それぞれ1日2公演ずつ開催）                                                                                        | |
| 2025年 | 7月5日                            | ファンミーティング | GENImeeting 2025 ～Who is the Champion!? vol.5～       | 1会場 - 07/05 NEW PIER HALL（東京都） | |
| 2025年 | 11月5日                           | 単独公演           | GENIC 5th Anniversary Live at 日本武道館               | 1会場1公演 - 11/05 日本武道館（東京都） | |

## タイアップ
| 起用年 | 楽曲                 | タイアップ                                                                                          | 収録アルバム |
| ------ | -------------------- | --------------------------------------------------------------------------------------------------- | ------------ |
| 2020年 | BURNIN' BURNIN'      | ドラマ＆舞台連動プロジェクト「KING OF DANCE」主題歌                                                 | GENEX        |
| 2020年 | UPDATE               | 2021 ミス・ティーン・ジャパンテーマソング                                                           | GENEX        |
| 2020年 | READY GO             | 「キラチャレ2020」 テーマソング                                                                     | GENEX        |
| 2020年 | 月夜に馳せる         | #ティールブルーの羽色 特別編コラボマンガ／#月夜に馳せる                                             | GENEX        |
| 2020年 | FLY                  | 「TIGORA by SPORTS DEPO ららぽーと立川立飛店」オープン記念映像                                      | GENEX        |
| 2021年 | FUTURES              | 「キラチャレ2021」 テーマソング                                                                     | Ever Yours   |
| 2021年 | 春うらら             | TVアニメ「フルーツバスケット」The Final エンディングテーマ                                          | Ever Yours   |
| 2021年 | Shaky Shaky          | チバテレ「高校野球ダイジェスト」エンディングテーマ                                                  | Ever Yours   |
| 2021年 | Shaky Shaky          | 読売テレビ・日本テレビ系「情報ライブ ミヤネ屋」エンディングテーマ                                   | Ever Yours   |
| 2021年 | まわりみち           | フジテレビ系「めざまし8」9月度エンディングソング                                                    | Ever Yours   |
| 2022年 | We Gotta Move        | アルペン プライベートブランド「TIGORA 2022 春夏 CMソング」                                          | Ever Yours   |
| 2022年 | ジリジリSUMMER       | アルペングループ50周年キャンペーンタイアップソング                                                  | Ever Yours   |
| 2022年 | 夏の聲               | 「アキュビュー®」WEB CMソング                                                                       | Ever Yours   |
| 2022年 | TALK                 | TIGORA テックスウェット「スポーツデポ・アルペン」CM タイアップソング                                | N_G          |
| 2023年 | Flavor               | テレビ朝日系「musicるTV」2月度オープニングテーマ                                                    | N_G          |
| 2023年 | Flavor               | 京都デザイン&テクノロジー専門学校 TV CMソング                                                       | N_G          |
| 2024年 | サヨナラの理由       | テレビ朝日系「musicるTV」1月度エンディングテーマ                                                    | N_G          |
| 2024年 | I'll Be There        | 読売テレビ・日本テレビ系ドラマ「好きやねんけどどうやろか」オープニング主題歌                        | N_G          |
| 2024年 | I'll Be There        | 福島放送「米どころふくしま再発見 しろめし旅」エンディングテーマソング                               | N_G          |
| 2024年 | New Game!!           | Lemino配信ウェブドラマ「絶対BLになる世界 VS 絶対BLになりたくない男 2024」主題歌                     | N_G          |
| 2024年 | GradatioN            | 「2025ミス・ティーン・ジャパン」テーマソング                                                        | N_G          |
| 2024年 | Sorry not sorry      | MBS・TBS系ドラマ「完璧ワイフによる完璧な復讐計画」オープニング主題歌                                | if           |
| 2024年 | LifE!!               | コスメブランド「3650」CMソング                                                                      | if           |
| 2024年 | FUN! FUN! FUN!       | ラグーナテンボス CMソング                                                                           | if           |
| 2024年 | FUN! FUN! FUN!       | 日本テレビ系「水曜プラチナイト」枠 2025年1月度エンディングテーマ                                    | if           |
| 2024年 | STEP BY STEP!!       | 「冬スポ!!24」 CMソング                                                                             | if           |
| 2025年 | IT'S SHOWTIME        | 中京テレビ・日本テレビ系「水曜プラチナイト」「こんなところで裏切り飯 〜嵐を呼ぶ七人の役員〜」主題歌 | if           |
| 2025年 | IT'S SHOWTIME        | 中京テレビ「PS純金」 2025年1月度エンディングテーマ                                                  | if           |
| 2025年 | PARADE!!             | 東京インテリア CMソング                                                                             | if           |
| 2025年 | アンストッパブル     | 「キラチャレ2025」 テーマソング                                                                     | if           |
| 2025年 | ぎゅっと             | ヤマザキ 「ランチパック」 CMソング                                                                  | ー           |
| 2025年 | Hurray!!             | テレビ東京系アニメ「ボールパークでつかまえて!」主題歌                                               | ー           |
| 2025年 | あきらめられないのさ | テレビ東京系アニメ「ボールパークでつかまえて」最終回スペシャルエンディングテーマ                    | ー           |
| 2025年 | ENDER                | フジテレビ系アニメ「暗殺教室」再放送 第3弾オープニングテーマ                                        | ー           |

## 外部提供楽曲
メンバーが制作に携わったGENIC以外の外部提供楽曲

### 小池竜暉
- ぐんまちゃん
  - 「ぐ～！ぐ～！ぐんまちゃん」作曲　※出口たかしと共同制作
    - 2023年9月20日配信リリース[74]
    - 2024年6月26日発売　出口たかしのアルバム『たかしのにこにこワンダーランド♪』に収録
- 緑仙
  - 「ヒロイン」作詞
    - 2023年9月20日配信リリース[75]
    - 2023年10月4日発売　緑仙の1stミニアルバム『パラグラム』に収録
- ŹOOĻ
  - 「CONQUEROR」作詞・作曲　※西澤呈と共同制作
    - 2023年12月6日発売　ŹOOĻの2ndアルバム『Źquare』に収録[76]
- Liella!
  - 「シェキラ☆☆☆」作曲・編曲　※Hoffnungと共同制作
    - 2024年1月10日発売　『ラブライブ！スーパースター!! Liella! 5th LoveLive! ～Twinkle Triangle～』テーマソング[77]
    - Liella!としてシングル・アルバム通じて初の首位獲得作品[78]

  - 「ファイティングコール」作曲　※Hoffnung、清水“カルロス"宥人と共同制作
    - 2024年11月13日発売　TVアニメ『ラブライブ！スーパースター!!』3期 第2話挿入歌/第3話挿入歌Bubble Rise / Special Color 【第3話盤】に収録[79]

  - 「罪DA・YO・NE」作曲　※Hoffnungと共同制作
    - 2025年3月26日発売　TVアニメ『ラブライブ！スーパースター!!』3期 Blu-ray第4巻封入特典 録り下ろしLiella! オリジナルソングCD①[80]

  - 「てくてく日和」作曲　※Hoffnungと共同制作
    - 2025年5月28日発売　Liella!の3rdアルバム『Aspire』に収録
    - 桜小路きな子（CV.鈴原希実）のソロ楽曲
- KALEIDOSCORE
  - 「ニュートラル」作曲・編曲　※Hoffnungと共同制作
    - 2024年4月24日発売　『ラブライブ！スーパースター!!』 KALEIDOSCOREの1stシングル[81]
- =LOVE
  - 「絶対アイドル辞めないで」作曲・編曲　※菊池博人と共同制作
    - 2024年7月31日発売　=LOVEの17thシングル[82]
- 秘密結社holoX（ホロライブ所属）
  - 「ちょ〜ゆめドデッカい！」作詞・作曲　※野口大志と共同制作
    - 2024年7月13日配信リリース
    - 「ドデカミン」 × 「秘密結社holox」キャンペーン達成記念オリジナル楽曲
- 一条莉々華（ホロライブ所属）
  - 「今日も大天才っ！」作詞・作曲・編曲
    - 2024年9月11日配信リリース
    - 一条莉々華の初のオリジナル楽曲
- 白上フブキ（ホロライブ所属）
  - 「SUPERNOVA」作詞・作曲・編曲
    - 2024年10月5日配信リリース
    - 2025年1月15日発売　白上フブキの1stフルアルバム『FBKINGDOM “Blessing”』に収録[83]
- i☆Ris
  - 「ビバ☆アイドル！」作詞・作曲・編曲
    - 2025年4月30日発売　i⭐︎Risの5thフルアルバム『ViVa i☆DOL』に収録[84]
- 藍井エイル
  - 「Wonderer Wanderer」作詞・作曲　※菊池博人と共同制作
    - 2025年3月31日配信　『マジック：ザ・ギャザリング　放浪皇のお花見キャンペーン』キャンペーンソング[85]
- SWEET STEADY
  - 「ぐっじょぶ！」作詞・作曲　※早川博隆と共同制作
    - 2025年4月28日配信リリース[86]
    - 2025年8月20日発売　SWEET STEADYの2ndシングル 『YAKIMOCHI / ぐっじょぶ！』に収録
- Pretty Chuu
  - 「推し変♡キャンセル」作詞・作曲　※めんまと共同制作
    - 2025年5月14日配信リリース[87]
- Natural Lag
  - 「Turning Point」作曲　※花村想太、MEG.ME、Louisと共同制作
    - 2025年7月2日発売　Natural Lagのベストアルバム『Natural Lag Best Album -Turning Point-』に収録
- BUDDiiS
  - 「BLUE SODA」作曲　※KEVINと共同制作
    - 2025年7月30日配信リリース
- fav me
  - 「すきなんかじゃ…にゃい！」作詞・作曲　※早川博隆、加藤祐平と共同制作
    - 2025年8月1日配信リリース[88]
- 前橋ウィッチーズ
  - 「ハピハピになっちゃおっ！」作詞・作曲　※菊池博人と共同制作
    - 2025年9月24日発売　TVアニメ『前橋ウィッチーズ』Blu-ray 第5巻（特装限定版）に収録
    - 三俣チョコ（CV.三波春香）のソロ楽曲[89]
- ぶいすぽっ！
  - 「DIAMOND in the ROUGH」作詞・作曲　※菊池博人と共同制作
    - 2025年11月15日発売　ぶいすぽっ！初のオリジナルアルバム『Songs Collection　"DIAMOND in the ROUGH"』に収録[90]
- 桃鈴ねね（ホロライブ所属）
  - 「カラカラ！」作詞・作曲・編曲
    - 2025年8月14日配信リリース

### 西澤呈
- ŹOOĻ
  - 「CONQUEROR」作詞・作曲　※小池竜暉と共同制作
    - 2023年12月6日発売　ŹOOĻの2ndアルバム『Źquare』に収録[76]
- 鏡花水月
  - 「Carry On」作詞・作曲・編曲
    - 2024年3月28日公開

## 出演

### 主な個人の出演
個人で単独記事のある者については各記事を参照のこと。

### テレビ

#### バラエティー
- バズリズム02（2020年5月22日、2025年1月24日、2025年8月9日、日本テレビ）
- Da-iCE music Lab（2022年6月22日、日本テレビ）
- musicるTV（2022年7月26日、2024年2月26日、テレビ朝日）
- PLAYLIST（2022年7月26日、2023年3月28日、2024年3月26日、2024年11月26日、TBS）
- BomberE（2022年8月9日、メ〜テレ）
- プレミアMelodiX!（2022年9月12日、テレビ東京）
- Tune（2022年9月15日、2025年2月13日、2025年2月20日、フジテレビ）
- テレ東音楽祭2022冬～思わず歌いたくなる！最強ヒットソング100連発～（2022年11月23日、テレビ東京）
- 超音波（2023年2月12日、2024年3月15日、2025年1月31日、テレビ東京）
- 小西詠斗と増子敦貴のSDGsクラブ（2023年11月10日、TBSチャンネル1）- 増子、小池（ゲスト出演）[91]
- テレ東60祭!ミュージックフェスティバル2023（2023年11月15日、テレビ東京）
- おはスタ（2024年2月27日、テレビ東京）- 増子、宇井
- BREAK OUT（2025年2月19日、テレビ朝日）
- あさドレ♪（2025年1月14日、2025年1月21日、2025年2月19日、中京テレビ）- 増子、宇井
- よ～いドン！（2025年2月10日、関西テレビ）- 増子、宇井
- スイッチ（2025年2月11日、東海テレビ）- 増子、宇井
- MM-TV（2025年2月17日、MBS）- 増子、宇井
- カミング（2025年2月21日、中京テレビ）- 増子、宇井
- 夕方ワイド新潟一番（2025年3月14日、TeNYテレビ新潟）- 西本、雨宮
- スマイルスタジアム（2025年3月15日、NST）- 西本、雨宮
- tanto musik（2025年3月25日、北海道文化放送）- 西本、小池
- 音道楽√（2025年3月14日、2025年8月2日、読売テレビ）
- GENIC hour（2025年8月8日-、読売テレビ）[92]

#### ドラマ
- M 愛すべき人がいて（2020年7月4日、テレビ朝日・ABEMA） - 増子、金谷、宇井
- 体感予報 （2023年8月11日、MBS 毎日放送 ドラマシャワー）-増子（主演）、西本

### ラジオ
- ON THE PLANET（2022年1月13日・20日・27日、TOKYO FM）- 金谷、小池、西本
- レコメン!（2024年3月4日、文化放送）- 増子、西本
- TALK ABOUT（2024年4月6日 、TBSラジオ） - 小池、西澤
- メゾン・ド・ミュージック〜GENICのRADIOGENIC〜（2024年7月24日 ・8月21日・9月25日、MBSラジオ）
- FAV FOUR（2024年8月14日、FM NACK5）- 増子、西本
- GENICのお寝ぼけRADIO （2023年4月3日 - 2023年6月26日・2023年10月8日 、月曜05:00 - 、FM大阪）[93]
- VIP GROUP Presents GENICのうたた寝RADIO（2024年2月5日 - 、月曜12:00 - 、FM- NIIGATA）[94]

### イベント

#### 2020年
- 「Da-iCE BEST TOUR 2020 -SPECIAL EDITION- 」（1月10日 - 3月1日） - オープニングアクト
- 「SWISH New Year SP」（1月12日）
- 真夏の新感覚オンラインフェス「TOKYO MUSIC HOUR」（8月1日）
- 「a-nation online 2020」（8月29日）
- 「Da-iCE×ABEMA ONLINE LIVE TOUR 2020 -THE Da-iCE-」（9月13日） - ファイナル公演オープニングアクト
- 「SWISH2020～Winter Edition～」（12月29日）
- 「Da-iCE COUNTDOWN LIVE 2020-2021」（12月31日） - オープニングアクト

#### 2021年
- 「lol-エルオーエル- 5th ANNIVERSARY LIVE 2020」（3月28日） - オープニングアクト
- 「UTAGE SING! SING! SING!」（4月16日）
- 「高野洸 1st Live Tour “ENTER”」（5月8日） - オープニングアクト
- 「Da-iCE ARENA TOUR 2021-SiX-」（6月19日 - 8月8日） - オープニングアクト
- 「feat. future vol.1」（8月13日）
- 「SHIBUYA SWISH」（8月24日）
- 「高野洸 1st Live Tour “ENTER”」（9月11日 - 19日） - オープニングアクト
- 「SHINJIRO ATAE ARENA TOUR -THIS IS WHERE WE PROMISE-」（9月11日 - 10月24日） - オープニングアクト
- 「WithLIVE FES」（11月6日）
- 尾道市立大学大学祭「第20回翠郷祭」（11月7日）
- 「Da-iCE Year end show 2021」（12月31日） - オープニングアクト

#### 2022年
- 「UTAGE SING!SING!SING!」（1月28日）
- 「SHIBUYA SWISH～Spring Edition～」（3月31日）
- 「TGC teen 2022 Fukuoka」（5月8日）
- 「火树銀花」（7月21日） - lolとのツーマンライブ
- 「tbc夏まつり2022」（7月24日）
- 「TGC teen 2022 Osaka」（8月11日）
- 「第25回 Seventeen 夏の学園祭 2022」（8月26日）
- 「CDTVライブ！ライブ！フェスティバル！2022」（9月18日）
- 「B.LEAGUE「川崎ブレイブサンダース VS シーホース三河」戦」（10月22日）

#### 2023年
- 「BoyAge Festival 2023」（1月15日）
- 「BREAK OUT祭2023」（4月15日）
- 「SAPPORO COLLECTION 2023 SPRING/SUMMER」（5月7日）
- 「KAWAII クリエイターズ♡バズリオ」（6月18日）
- 「movementPARK 2023」（6月24日）
- 「6 ON DANCEの日」（7月23日）
- 「ファン推し全員集合!!夏のDANCE VOCAL FES!!「ACRONYM FES.」」（7月25日）
- 「BLACK SUMMER WEEK supported by クーリッシュ」（8月3日） - スペシャルライブ・セレモニアルピッチ（小池）
- 「Da-iCE ARENA TOUR 2023 -SCENE-」（8月11日 - 9月3日） - オープニングアクト
- 「Oshi Fes in IKEBUKURO」（8月20日）
- 中京テレビ「24時間テレビ チャリティライブ」（8月26日）
- 24時間テレビ「日産チャリティーイベント」（8月27日）
- 「GIFU SWISH」（9月16日）
- 「KYOTO SWISH」（10月1日）
- 「第51回 本場大館きりたんぽまつり」（10月7日）
- 「FM OSAKA「GOOD WAVES LIVE!!」」（10月14日）
- 「J-POP FES in TOKYO」（10月24日）
- 東洋英和女学院大学「かえで祭コンサート」（11月4日）
- 「ボーカルコンテストSoundWave」（11月19日）
- 「V.LEAGUE「パナソニックパンサーズ VS ヴォレアス北海道」戦」（12月24日） -  始球式・ライブパフォーマンス

#### 2024年
- 「B.LEAGUE「サンロッカーズ渋谷 vs 富山グラウジーズ」戦」（1月31日） -  始球式・ライブパフォーマンス
- 「テレビ朝日・六本木ヒルズ 夏祭り SUMMER STATION」（8月10日）
- 「TGC teen 2024 Summer supported by UP-T」（8月30日）

#### 2025年
- 「新春キャナルフェス FM FUKUOKAステージ GENIC トーク＆ミニライブ」（1月4日）
- 「GIRLS GROOVE INNOVATION×沖縄国際文化祭」（4月5日）
- 「TuneLive2025」（4月6日）
- 「TOKYO WASOU COLLECTIONアフターパーティー」（5月10日）
- 「CHAGU CHAGU ROCK FESTIVAL 2025」（6月7日）
- 「テレビ朝日・六本木ヒルズ　SUMMER FES」（7月21日）
- 「TGC teen 2025 Summer」（7月30日）
- 「a-nation 2025」（8月31日）
- 「室蘭満天花火2025」（9月6日）

### 舞台
- オフ・ブロードウェイミュージカル「Ordinary Days」、(2023年2月8日-18日、俳優座劇場 他) - ウォーレン役（小池）[95]
- ミュージカル「経験済みなキミと、経験ゼロなオレが、お付き合いする話。」（2024年8月16日 - 25日、新宿村LIVE） - 加島龍斗 役（雨宮）[96]-
- ミュージカル「燃ゆる暗闇にて」（2024年10月5日 - 13日、サンシャイン劇場） - アンドレス 役（雨宮）[97][98]
- 舞踊「伝統芸能の今 - 夢幻 -」（2025年8月7日 - 23日、宝生能楽堂 他） （西本）[99]